# کلرید دیسپروزیم (III)
کلرید دیسپروزیم (III) (به انگلیسی: Dysprosium(III) chloride) با فرمول شیمیایی DyCl۳ یک ترکیب شیمیایی است. که جرم مولی آن ۲۶۸٫۸۶ g/mol می‌باشد. شکل ظاهری این ترکیب، جامد سفید است.